# Federación Catalana de Autismo
La Federación Catalana de Autismo (en catalán: Federació Catalana d'Autisme, FECA) es una organización sin ánimo de lucro que agrupa a unas 24 entidades catalanas en el ámbito del autismo, con el objetivo de promover y coordinar las actividades de dichas entidades y representarlas en el plano regional y nacional. Fundada en 2016, la federación forma parte de la Confederación Autismo España.

## Objetivos
Teniendo como estrategia la acción política y la unión entre entidades, el objetivo directo de la federación, que representa a miles de familias con personas diagnosticadas con trastorno del espectro autista (TEA), es la defensa de sus derechos a través de la inclusión escolar, social y laboral, y la especialización.
La federación proporciona un ámbito de contacto que permite el diálogo, el intercambio de experiencias y criterios, y la promoción de actividades destinadas a mejorar la atención a las personas afectadas, como también la concienciación de la sociedad sobre las dificultades y las necesidades de dichas personas y su entorno.
La FECA coordina, canaliza y facilita la obtención de recursos destinados a las personas con TEA y sus familiares, e interviene en su representación ante la Administración pública. La federación es muy activa en el llamamiento y fomento de la detección precoz del TEA, el diagnóstico especializado y la atención de calidad a las personas según su condición particular. Considera la detección precoz una herramienta fundamental para la correcta atención a las necesidades de las personas con TEA.

## Publicaciones
- Peces de agua dulce (en agua salada) - un documental producido en lengua catalana que relata el día a día de dos personas reales con TEA, un adulto y un niño, y sus familias.[5][6]